# Adamiti
Adamiti su bili ranokršćanska sekta, koja je postojala u sjevernoj Africi između 2. i 4. stoljeća i u Europi u srednjem vijeku.
Adamiti nastoje obnoviti prvobitnu nevinost Adama i Eve prije njihovog izgnanstva iz raja. Oni su hodali nagi i prakticirali nudizam prilikom vjerskih obreda. Zalagali su se za povratak primitivnomu načinu života, kult golotinje i slobodu spolnih odnosa.

## Neo-adamiti
U Europi između 13. i 15. stoljeća nekoliko neovisnih vjerskih grupa ponovo oživljava ovu praksu (npr: Bratstvo slobodnog duha, taboriti, itd.). Privrženici adamitstva se pojavljuju i u Bugarskoj sredinom 14. stoljeća, ali su na crkvenom saboru u Velikom Trnovu neki od njihovih vođa primorani da se odreknu ovog učenja, a neki pogubljeni.

## Poveznice
- Nudizam